# Anders Haugen
Anders Olsen Haugen (Bø, 24 ottobre 1888 – Yucaipa, 2 marzo 1984) è stato uno sciatore nordico statunitense attivo nella combinata nordica, nello sci di fondo e nel salto con gli sci, specialità nella quale colse i maggiori successi.
Era fratello di Lars, a sua volta saltatore con gli sci di alto livello.

## Biografia
Assieme al fratello Lars fu il primo grande saltatore con gli sci degli Stati Uniti, vincendo quattro titoli nazionali e stabilendo sette primati statunitensi: il primo a Ironwood nel 1911, l'ultimo a Dillon nel 1920, quando stabilì la misura di 214 piedi (65,23 m) che avrebbe resistito per dodici anni.
Haugen prese parte alle prime due edizioni dei Giochi olimpici invernali, gareggiando in tutte le specialità dello sci nordico. A Chamonix-Mont-Blanc 1924 fu 21° in combinata nordica, 33° nella 18 km di fondo e 3° nel salto con gli sci. Inizialmente in questa specialità Haugen era stato classificato al quarto posto e la medaglia di bronzo era stata assegnata al norvegese Thorleif Haug, ma in realtà si trattò di un errore di calcolo ai danni di Haugen. Soltanto quarant'anni dopo, però, Thoralf Strømstad denunciò l'errore che premiò il suo connazionale Haug allo storico dello sport Jacob Vaage; nel 1974 il Comitato Olimpico Internazionale prese atto che, mentre il punteggio registrato per Haugen era stato quello corretto (17,916), quello di Haug non fu 18,000, come riportato all'epoca, bensì 17,821: decise quindi di premiare Haugen. Fu la figlia di Haug (il padre era morto molti anni prima, nel 1934) a cedergli la medaglia in una cerimonia alla quale partecipò anche Strømstad. Haugen fu dunque il primo statunitense a vincere una medaglia nel salto con gli sci.
A Sankt Moritz 1928 Haugen fu 25° in combinata nordica, 43° nella 18 km di fondo e 18° nel salto con gli sci.

## Palmarès

### Salto con gli sci

#### Olimpiadi
- 1 medaglia, valida anche a fini iridati:
  - 1 bronzo (trampolino normale a Chamonix-Mont-Blanc 1924)

#### Campionati statunitensi
- 4 medaglie[1]:
  - 4 ori (nel salto con gli sci)